# Godzillius
Genre
Godzillius est un genre de rémipèdes de la famille des Godzilliidae.

## Distribution
Les espèces de ce genre sont endémiques des Antilles. Elles se rencontrent aux Bahamas et aux îles Turques-et-Caïques.

## Liste des espèces
Selon World Register of Marine Species (12 février 2014) :
- Godzillius fuchsi Gonzalez, Singpiel & Schlagner, 2013
- Godzillius robustus Schram, Yager, Emerson, 1986

## Publication originale
- Schram, Yager & Emerson, 1986 : Remipedia. Part 1. Systematics. San Diego Society of Natural History Memoirs, no 15, p. 5-60.